# Vincenzo Natoli
Vincenzo Natoli (* 1690 in Sant’Angelo di Brolo; † 21. Oktober 1770 in Palermo) war ein Richter des Königreichs Sizilien. Er war am Bau und der Entwicklung eines großen Teils der Stadt Palermo beteiligt und veranlasste 1765 den Bau des Palazzo Natoli.

## Leben
1730–1734 und erneut im Jahre 1740 war er Mitglied des Gran Corte von Palermo. Seit April 1748 war er Minister für Messina. Am 10. Juli 1751 wurde er „Königsberater“, der engste Berater des Königs von Sizilien und Neapel. Von 1758 war er Präsident des Gerichts des Real Patrimonio in Palermo. Im Jahr 1756 wurde er von König Karl III. von Spanien zum Marchese ernannt. Er wurde im April 1761 Präsident des Hohen Zivil- und Strafgerichtshofes.
Natoli war in erster Ehe mit Angela Piola verheiratet, in zweiter Ehe mit Maria Sieripopoli, Witwe des Baron Mangiadaini, für diese baute er den Palazzo Natoli. Sein Sohn Artale Natoli starb vor seinem Vater am 11. Dezember 1768. Natoli starb 1770 in Palermo und wurde in der dortigen Kapuzinergruft begraben.